# Науали
Науали́ (каз. Науалы) — село у складі Урджарського району Абайської області Казахстану. Адміністративний центр Науалинського сільського округу.
Населення — 2568 осіб (2021; 3421 у 2009, 3695 у 1999, 4049 у 1989).
Національний склад станом на 1989 рік:
- казахи — 100 %